# Joseph Chiffony
Joseph Chiffony est un peintre français né Joseph Augustin Chiffoni le 6 avril 1857 à Dreux et mort le 7 mars 1923 à Guainville (Eure-et-Loir).

## Éléments biographiques
Il vécut plusieurs années en Sologne, à Villeny, puis à Lanthenay. Il peint de nombreux chiens de chasse, comme des setters.

Un journal de l'époque, Le Gaulois, précise dans son édition du 2 mai 1889 que les toiles de Chiffonny sont « assez remarquées » au Salon et ajoute : 

« Il y a dix ans à peine, M. Chiffonny chantait dans un café-concert de Paris le genre Ouvrard. Il faisait aussi sur la scène deux tableaux en cinq minutes et voyagea dans toute la France avec ce truc qui lui rapporte beaucoup d'argent. »

— Le Gaulois, 1889.